# Johannes Rode
Johannes Rode, né vers 1373 à Hambourg et mort en 1438 ou en 1439 à Stettin, est un moine chartreux qui fut prieur des chartreuses de Königsfeld, de Stettin et de Francfort-sur-l'Oder, et auteur de traités spirituels en latin et en bas-allemand.

## Biographie
Johannes Rode est issu d'une famille patricienne de Hambourg. Son père, Nikolaus Rode, meurt en 1387. Vers 1389, Johannes Rode étudie à l'université Charles de Prague les sept arts libéraux et obtient en 1391 son grade de bachelier. Un an plus tard, il s'inscrit à la faculté juridique et devient magister artium en 1395.
Le 18 octobre (vraisemblablement en 1400), il entre chez les chartreux à la chartreuse de Prague Mariengarten qui regroupait en majorité des anciens étudiants et maîtres (magister) de l'université de Prague. De 1406 à 1408, il est prieur de la chartreuse de Königsfeld, près de Brünn; de 1412 à 1416, il est prieur de la chartreuse de Francfort-sur-l'Oder et finalement jusqu'en 1433 de la chartreuse de Stettin. Lorsque la chartreuse de Francfort-sur-l'Oder est détruite par les hussites, elle est reconstruite en 1433 et Johannes Rode en redevient le prieur de 1433 à 1435, puis il retourne à Stettin dont il redevient le prieur jusqu'en 1437. Il y meurt en 1438 ou 1439, comme simple moine.
Johannes Rode rédigea plusieurs ouvrages spirituels en latin et en bas-allemand, dont seulement quatre en forme de lettres composent des traités qui ont été recopiés en de nombreux exemplaires. Dans une de ces lettres, il critique le mode de vie des prêtres diocésains, ainsi que leur quête de prébendes et de charges associées à des bénéfices ecclésiastiques; dans une autre lettre, il recommande la vie religieuse comme un sûr chemin pour accéder au Ciel. Dans une lettre de 1420, il critique entre autres l'instruction inadéquate et les propres possessions des bénédictines de Hambourg, tandis que dans une autre de 1425 il exprime les louanges de la façon de vivre des brigittines de Reval. 
Le chartreux Johannes Rode ne doit pas être confondu par l'abbé bénédictin du même nom.